# Rajd Norwegii
Rajd Norwegii (oficjalnie Rally Norway) - rajd samochodowy organizowany od 2006 roku z bazą w Hamar, od 2007 roku eliminacja Rajdowych Mistrzostw Świata. Rajd ten jest jednym z dwóch, obok Rajdu Szwecji, który jest rozgrywany na śniegu.
Jeden z odcinków rajdu odbywa się w hali widowiskowo-sportowej Vikingskipet w Hamarze.

## Zwycięzcy
| Rok  | Nazwa rajdu      | Kierowca        | Pilot          | Samochód             | Kategoria |
| ---- | ---------------- | --------------- | -------------- | -------------------- | --------- |
| 2006 | 1st Rally Norway | Henning Solberg | Cato Menkerud  | Peugeot 307 WRC      |           |
| 2007 | 2nd Rally Norway | Mikko Hirvonen  | Jarmo Lehtinen | Ford Focus RS WRC 06 | WRC       |
| 2009 | 3rd Rally Norway | Sébastien Loeb  | Daniel Elena   | Citroën C4 WRC       | WRC       |

- WRC - Rajdowe mistrzostwa świata